# Soera De Tafel
Soera De Tafel is de vijfde soera uit de Koran.
De soera is vernoemd naar de aya waar de discipelen van Isa hem vragen een maaltijd, een tafel, te laten neerdalen uit de Hemel. Petrus' visioen in Handelingen 10 vertoont overeenkomsten met dit verhaal. De spijswetten met onder andere het verbod op varkensvlees worden in deze soera geopenbaard. Voorbeelden van wat halal en haram is worden hierbij genoemd. Ook het verhaal van Habiel en Kabiel komt aan bod, maar deze personen worden niet bij hun naam genoemd.

## Bijzonderheden
Aya 3 zou zijn geopenbaard in Arafat tijdens de afscheidsbedevaart. 
Aya 32 van deze soera wordt in gewijzigde vorm wel eens aangehaald als bewijs dat de Koran geweld veroordeelt.
In de vertaling van J.H. Kramers luidt de volledige aya als volgt.
Derhalve hebben Wij aan de Israëlieten voorgeschreven dat wie iemand doodt, anders dan voor doodslag of wegens verderf zaaien op de aarde, is alsof hij de mensen gezamenlijk heeft gedood en dat wie iemand laat leven is alsof hij de mensen gezamenlijk heeft laten leven. Onze gezanten zijn tot hen met de duidelijke bewijzen gekomen, maar velen van hen waren daarna op de aarde toch onmatig.
Zowel de Israëlieten van die tijd als de moslims vallen onder deze bepaling. Dit wordt ondersteund door overleveringen en de tafsir, onder andere die van Ibn Kathir. Uthman interpreteerde dit vers als van toepassing op zowel de Israëlieten als de moslims.
Hoewel er in aya 32 staat dat Allah dit aan de Israëlieten heeft bevolen, komt dit gebod niet voor in de Thora (Tawrat). Het is terug te vinden als commentaar op het verhaal van Kaïn en Abel in de Misjna, namelijk in Sanhedrin 4:5. De Misjna is een verzameling Thora-uitleggingen die in de tweede eeuw na Christus werden samengebracht.

## Inhoud
Aya 3 gaat over voedsel dat verboden is. Hiertoe behoort vlees van niet-geslachte dieren, bloed, varkensvlees en voedsel waarover een andere naam dan die van Allah is uitgesproken.
Volgens aya 5 mogen moslims het voedsel van joden en christenen eten en met hun vrouwen trouwen.
Aya 6 gaat over de woedoe, de rituele wassing van moslims.
De goddelijkheid van Isa (Jezus) wordt ontkend in ayat 17 en 72-75.
In aya 18 worden joden en christenen terecht gesproken voor het zeggen dat zij kinderen van God zijn.
Ayat 20-26 gaan over de ongehoorzaamheid van de Joden bij Kadesh Barnea.
Ayat 27-32 gaan over het verhaal van Habiel en Kabiel (Kaïn en Abel).
In aya 38 wordt bevolen bij dieven de hand af te hakken.
In aya 51 wordt gezegd dat de moslims destijds de joden en christenen niet als bondgenoten moesten nemen, omdat ze bondgenoten van elkaar zijn en samen hielpen de moslims aan te vallen.
In aya 68 worden de mensen van het Boek opgeroepen zich te houden aan de Tawrat en de Indjil, maar wel als Quran als leidraad/autoriteit. Ziie vers 69. 
In aya 73 wordt de Drie-eenheid verworpen.
Gokken en het gebruik van bedwelmende middelen wordt veroordeeld in aya 90.
In aya 110 worden een aantal van Isa's wonderen genoemd, zoals het spreken vanuit de wieg, het tot leven wekken van vogels gemaakt van klei, het genezen van blinden en melaatsen en het opwekken van doden.
In ayat 112-115 wordt verteld dat Isa voor zijn discipelen een gedekte tafel uit de hemel liet neerdalen.
In ayat 116-118 vraagt Allah aan Isa of hij heeft bevolen hem en zijn moeder te aanbidden als goden. Isa ontkent dit.